# Вулиця Почаївська (Львів)
Вулиця Почаївська — вулиця в Личаківському районі Львова, у місцевості Старе Знесіння. Пролягає від вулиці Старознесенської до кінця забудови, завершується глухим кутом.
Прилучаються вулиці Кордуби та Заклинських.

## Історія та забудова
Виникла у першій третині XX століття, не пізніше 1931 року отримала назву вулиця Святого Якоба (за часів німецької окупації, з 1943 року по липень 1944 року — Якубусґассе). За радянських часів, у 1950 році отримала назву Склозаводська, на честь склозаводу «Галичскло», який розташовувався поруч. Сучасну назву вулиця має з 1993 року.
Житлова забудова розташована лише на непарному боці вулиці. З парного боку простягаються городи та промислова зона. Забудова вулиці представлена одно- та двоповерховими віллами міжвоєнного періоду (1920-ті—1930-ті роки).